# 개조마리오
《개조마리오》(Kaizo Mario World, 카이조 마리오 월드)는 슈퍼 마리오 시리즈, 슈퍼 마리오 월드 등을 개조해 만들어진 액션 게임이다. 영미권에서는 애즈홀 마리오, 일본에서는 카이조 마리오라고 한다. 이 시리즈는 다케모토가 자신의 친구 R. 키바를 위해 제작한 것이다.

## ROM 핵
| 2007 | Kaizo Mario World   |
| 2007 | Kaizo Mario World 2 |
| 2008 |                     |
| 2009 |                     |
| 2010 |                     |
| 2011 |                     |
| 2012 | Kaizo Mario World 3 |

| 게임                | 연도 | 시스템      |
| ------------------- | ---- | ----------- |
| Kaizo Mario World   | 2007 | 슈퍼 닌텐도 |
| Kaizo Mario World 2 | 2007 | 슈퍼 닌텐도 |
| Kaizo Mario World 3 | 2012 | 슈퍼 닌텐도 |